# Selles (Pas-de-Calais)
Selles é uma comuna francesa na região administrativa de Altos da França, no departamento de Pas-de-Calais. Estende-se por uma área de 6,35 km². Em 2010 a comuna tinha 334 habitantes (densidade: 52,6 hab./km²).